# Пака (Нови Мароф)
Пака (хрв. Paka) је насељено место у саставу града Нови Мароф, Вараждинска жупанија, Хрватска.

## Историја
До територијалне реорганизације у Хрватској била је у саставу старе општине Нови Мароф.

## Становништво
У попису становништва из 2011. године, Пака је имала 81 становника.
| Број становника према пописима | Број становника према пописима | Број становника према пописима | Број становника према пописима | Број становника према пописима | Број становника према пописима | Број становника према пописима | Број становника према пописима | Број становника према пописима | Број становника према пописима | Број становника према пописима | Број становника према пописима | Број становника према пописима | Број становника према пописима | Број становника према пописима | Број становника према пописима |
| ------------------------------ | ------------------------------ | ------------------------------ | ------------------------------ | ------------------------------ | ------------------------------ | ------------------------------ | ------------------------------ | ------------------------------ | ------------------------------ | ------------------------------ | ------------------------------ | ------------------------------ | ------------------------------ | ------------------------------ | ------------------------------ |
| 1857                           | 1869                           | 1880                           | 1890                           | 1900                           | 1910                           | 1921                           | 1931                           | 1948                           | 1953                           | 1961                           | 1971                           | 1981                           | 1991                           | 2001                           | 2011                           |
| 0                              | 0                              | 0                              | 141                            | 16                             | 16                             | 24                             | 42                             | 102                            | 304                            | 120                            | 100                            | 92                             | 101                            | 82                             | 81                             |

Напомена: Исказује се као насеље од 1991, када је настало издвајањем делова насеља од насеља Чањево (Високо), Горње Макојишће и Високо (Високо) и дела подручја насеља Доње Макојишће. Од 1890. исказани подаци су збир података за припојене делове насеља.